# Studies in Applied Mathematics
Studies in Applied Mathematics is een internationaal, aan collegiale toetsing onderworpen wetenschappelijk tijdschrift op het gebied van de toegepaste wiskunde.
De naam wordt in literatuurverwijzingen meestal afgekort tot Stud. Appl. Math.
Het wordt uitgegeven door Wiley-Blackwell namens het Massachusetts Institute of Technology en verschijnt 8 keer per jaar.
Het eerste nummer verscheen in 1969.